# Kleiner Muntanitz
Kleiner Muntanitz är en bergstopp i Österrike.   Den ligger i distriktet Lienz och förbundslandet Tyrolen, i den centrala delen av landet, 300 km väster om huvudstaden Wien. Toppen på Kleiner Muntanitz är 3 192 meter över havet, eller 83 meter över den omgivande terrängen. Bredden vid basen är 0,38 km.
Terrängen runt Kleiner Muntanitz är huvudsakligen mycket bergig. Runt Kleiner Muntanitz är det ganska glesbefolkat, med 26 invånare per kvadratkilometer.. Närmaste större samhälle är Matrei in Osttirol, 8,5 km sydväst om Kleiner Muntanitz. 
Trakten runt Kleiner Muntanitz består i huvudsak av gräsmarker.